# Jasmin Moghbeli
Jasmin « Jaws » Moghbeli, née le 24 juin 1983 à Bad Nauheim en Allemagne, est une pilote et astronaute américaine, d'origine kurde.

## Biographie

### Enfance et études
Jasmin Moghbeli naît à Bad Nauheim, en Allemagne, de parents ayant fui l'Iran à la suite de la révolution de 1979. La famille s'installe peu après aux États-Unis.
Moghbeli est diplômée en Ingénierie aérospatiale au Massachusetts Institute of Technology (MIT), puis à la Naval Postgraduate School de Monterey, en Californie.
Elle est ensuite diplômé de l'école des pilotes d'essai de la marine américaine de Patuxent River, dans le Maryland.

### Carrière militaire
Elle a commencé sa carrière de pilote en 2008 au sein du Marine Light Attack Helicopter Squadron 367 (HMLA-367) Scarface à la Marine Corps Air Station (MCAS) de Camp Pendleton, en Californie.
Moghbeli est envoyée en Afghanistan pour trois missions opérationnelles, de 2009 à 2010, plus tard en 2010 puis en 2012, où elle pilote des hélicoptères de combat AH-1 SuperCobra et gagne le surnom de « Jaws ». Elle accumule plus de 1600 heures de temps de vol et 150 missions de combat.
Au retour de son dernier déploiement, elle est affectée à l'école des pilotes d'essai de la marine américaine à NAS Patuxent River, dans le Maryland, pour rejoindre la classe 144. Elle a commencé sa carrière de pilote d'essai en 2014 à NAS China Lake, en Californie, après avoir terminé sa formation sur les hélicoptères Bell AH-1Z Cobra et Bell UH-1Y Venom.
Pendant ce temps, Moghbeli a commencé à préparer une maîtrise en aéronautique à la Naval Postgraduate School tout en effectuant divers essais en vol, notamment sur plusieurs systèmes d'armes, un système d'alerte de proximité du sol, des mises à jour logicielles et un module de guerre électronique.
En 2017, Moghbeli a été affectée au Marine Corps Air Station Yuma, en Arizona, pour rejoindre le Marine Operational Test and Evaluation Squadron 22 (VMX-22).
Au moment de sa sélection en juin 2017, Moghbeli testait les hélicoptères H-1 et servait d'officier d'assurance qualité et avionique pour le VMX-1.

### Carrière à la NASA
Elle fait partie du groupe d'astronautes 22 de la NASA en 2017,,.
Elle est sélectionnée pour commander la mission SpaceX Crew-7, qui est lancée le 26 août 2023 et atteint la Station spatiale internationale le lendemain. Elle participe aux expéditions 69 et 70.